# Orthoporus teapensis
Orthoporus teapensis är en mångfotingart som beskrevs av Pocock 1909. Orthoporus teapensis ingår i släktet Orthoporus och familjen Spirostreptidae. Inga underarter finns listade i Catalogue of Life.